# Đặng Lệ Hân
Đặng Lệ Hân (tiếng Trung: 鄧麗欣, tiếng Anh: Stephy Tang Lai-yan, sinh ngày 15 tháng 10 năm 1983) là một nữ ca sĩ kiêm diễn viên người Hồng Kông. Bước chân vào con đường nghệ thuật vào năm 2002 với tư cách là đội trưởng của nhóm nhạc nữ Cookies, cô sau đó chuyển sang hoạt động độc lập vào năm 2005 thông qua việc ra mắt album phòng thu đầu tay mang tên Coloring Stephy. Năm 2007, ca khúc "100 Watt" nằm trong album phòng thu thứ ba Dating Stephy của cô đã trở thành ca khúc đạt vị trí số một trên nhiều bảng xếp hạng khác nhau và nằm trong top 10 ca khúc xuất sắc nhất tại giải Top Ten Chinese Gold Songs Awards cùng năm.
Ngoài sự nghiệp âm nhạc, cô còn tham gia diễn xuất ở một số tác phẩm điện ảnh. Năm 2017, với vai diễn trong The Empty Hand, cô giành giải thưởng Hiệp hội các nhà phê bình Hồng Kông cho nữ diễn viên chính xuất sắc nhất, và có hai lần đề cử giải Kim Tượng ở hạng mục tương tự. Đến năm 2025, cô nhận đề cử giải Kim Tượng cho nữ diễn viên phụ xuất sắc nhất qua vai diễn trong Yêu vì tiền, điên vì tình.